# GraphHopper
GraphHopper is open-source routeringssoftware die kan worden gebruikt als bibliotheek of als server. Als GraphHopper als server wordt gebruikt, biedt het een HTTP API en een webinterface die GraphHopper Maps heet. De webinterface geeft voor vervoermiddel de keuze uit: personenauto, bestelauto, vrachtwagen, brommer/scooter, wandelen, lopen, fiets, mountainbike of racefiets. 
De GraphHopper bibliotheek en server zijn geschreven in Java.
Dankzij de platformonafhankelijkheid van Java kan GraphHopper worden gebruikt op Windows, Linux, macOS, Android, iOS of single-board computers zoals de Raspberry Pi.
Versie 1.0 is uitgebracht in mei 2020.

## Bedrijf
In januari 2016 richtten de ontwikkelaars van GraphHopper en jsprit het bedrijf GraphHopper GmbH op.

## Link
- (de) (en) Officiële Webpagina